# Ben Bruce

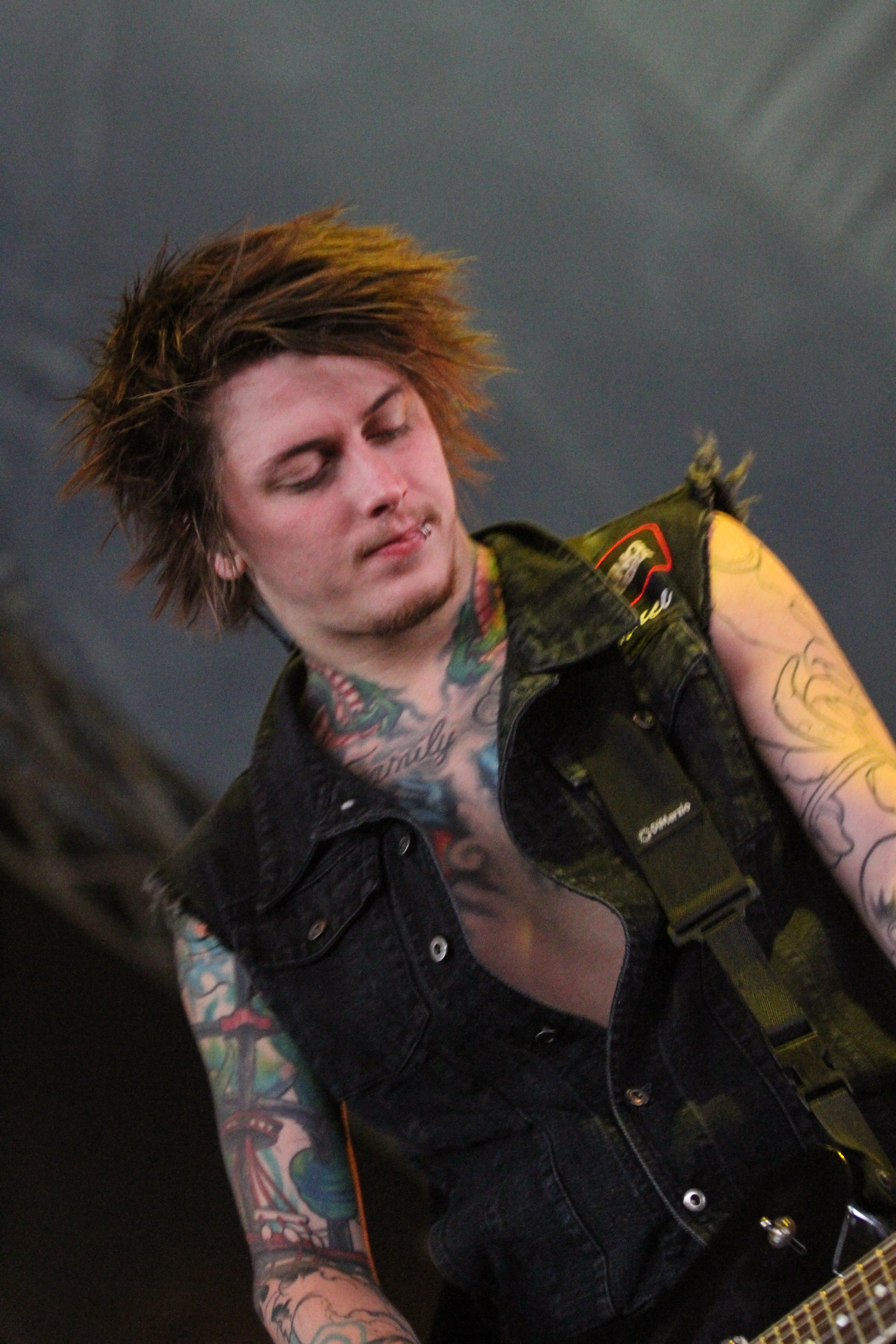
Ben Bruce auf dem With Full Force 2013.

Benjamin Paul Bruce (* 31. Oktober 1988 in London) ist ein britischer Gitarrist, welcher hauptsächlich für seine Tätigkeit bei der Rockband Asking Alexandria bekannt ist.
Seit 2011 leitet Bruce seine eigene Kleidermarke BB Clothing und ist Gründer der Plattenfirma KBB Records, welche 2014 ihre Pforten öffnete.

## Leben
Ben Bruce wurde am 31. Oktober 1988 in London geboren. Allerdings zog er mit seiner Familie nach Dubai in die Vereinigten Arabischen Emirate, als er sechs Jahre alt war. Der Grund war, dass sein Vater in England keine Arbeit fand und das dortige Schulsystem kritisierte.
Im Alter von 12 Jahren begann er E-Gitarre zu spielen. Als musikalische Einflüsse nannte er Gruppen wie Iron Maiden und Metallica. In einem Interview erzählte er, dass Kill ’Em All von Metallica, Guns N’ Roses Album Appetite for Destruction und Slipknots gleichnamiges Debütalbum zu seinen Lieblingswerken zählen.
Im Jahr 2008 zog er, im Alter von 17 Jahren, zurück ins Vereinigte Königreich. Am 24. Mai 2013 heiratete er seine Freundin Samantha Cassaro. Die Ehe wurde 2016 geschieden.
Im Juni 2017 heiratete er Ciara Bertjens, mit der er seit Mai 2015 zusammen ist. Das Paar hat vier Kinder: zwei Töchter (* 2016, * 2021) und zwei Söhne (* 2017, * 2020).

## Karriere

### Asking Alexandria
Im Jahr 2006 gründete er zunächst in Dubai die Band Asking Alexandria. Diese hatte bis 2008 bestand. In diesem Zeitraum brachte er mit der Gruppe mehrere Werke heraus, darunter das Album The Irony of Your Perfection, das über Hangmans Joke Records erschien. Aufgrund der ständig wechselnden Besetzung der Bandmitglieder und der hoffnungslosen Aussicht auf internationalen Erfolg zog er zurück nach England.
In York lernte Bruce Danny Worsnop kennen. Mit ihm formte er die Gruppe neu. Mit der neuformierten Gruppe veröffentlichte er drei Studioalben: Das Debüt Stand Up and Scream erschien im Jahr 2009. Zwei Jahre später folgte mit Reckless and Relentless das Nachfolger-Album. Mit From Death to Destiny gelang der Gruppe schließlich der internationale Durchbruch.

### Solo
Im Januar 2014 gab Ben Bruce bekannt, sein Solo-Debütalbum aufnehmen zu wollen. Kurz zuvor gab auch Danny Worsnop bekannt ein neues Album mit seinem Nebenprojekt We Are Harlot herauszubringen. Bislang ist aber nichts weiteres zu den Studioarbeiten bekannt.
Er ist als einer der Künstler auf der Cover-Kompilation für Florence + the Machine zu hören. Er coverte deren Lied Shake It Out.

### Andere Projekte

#### BB Clothing
Im Jahr 2011 startete Ben Bruce seine Kleidungslinie BB Clothing. Produkte können separat von Bandmerchandising-Artikel von Asking Alexandria erworben werden. Allerdings blieb es bis 2013 ruhig, ehe er bekanntgab an neue Designs arbeiten zu wollen.

#### KBB Records
Im Jahr 2014 gründete er mit Bandmanager Kyle Borman die Plattenfirma KBB Records, welche inzwischen einen Vertriebsdeal mit Caroline Records abgeschlossen hat. Die erste Gruppe, die unter Vertrag genommen wurde, war Scare Don’t Fear, welche am 17. Juni 2014 ihr Debütalbum über dem Label veröffentlichte. Etwas später wurde The Family Ruin unter Vertrag genommen.

## Diskographie

### Als Gastmusiker
- 2013: In Discovering Oceans und Overcast von City in the Sea auf deren Album Below the Noise[14]

## Auszeichnungen und Nominierungen
- Kerrang! Awards
  - 2012: Hottest Male (gewonnen)[15]
  - 2013: Hottest Male (gewonnen)[16]
  - 2014: Hottest Male (nominiert)[17]
- Alternative Press Gitarrist des Jahres
  - 2011: Gewonnen[18]
- Guitar World Beste Gitarristen des Jahres
  - 2012: Elfter[19]